# Джитировский кантон
Джитировский кантон (баш. Ете ырыу кантоны) — административно-территориальная единица изначально в составе Башкурдистана, а затем в составе Башкирской Автономной Советской Социалистической Республики. Была образована 15—18 декабря 1917 года, как кантон в составе Башкурдистана после принятия «Временных, до окончательного применения к жизни основных законов, меры по осуществлению автономной управления Башкурдистана», затем — 20 марта 1919 года после подписания «Соглашения центральной Советской власти с Башкирским Правительством о Советской Автономной Башкирии». Административный центр — д. Имангулово. 22 июля 1919 года Джитировский и Кипчакский кантоны были объединены в Кипчак-Джитировский кантон.

## Географическое положение
Джитировский кантон на севере граничил со Стерлитамакским уездом, на западе и юге — Оренбургским уездом, на востоке — Кипчакским кантоном.

## История
§ 6. На основании постановления № 78 членов военно-революционного комитета Башкирской советской республики от 15 июля с. г. кантоны Кипчакский и Джетировский объединяются в один под названием: «Кипчако-Джетировский кантон».

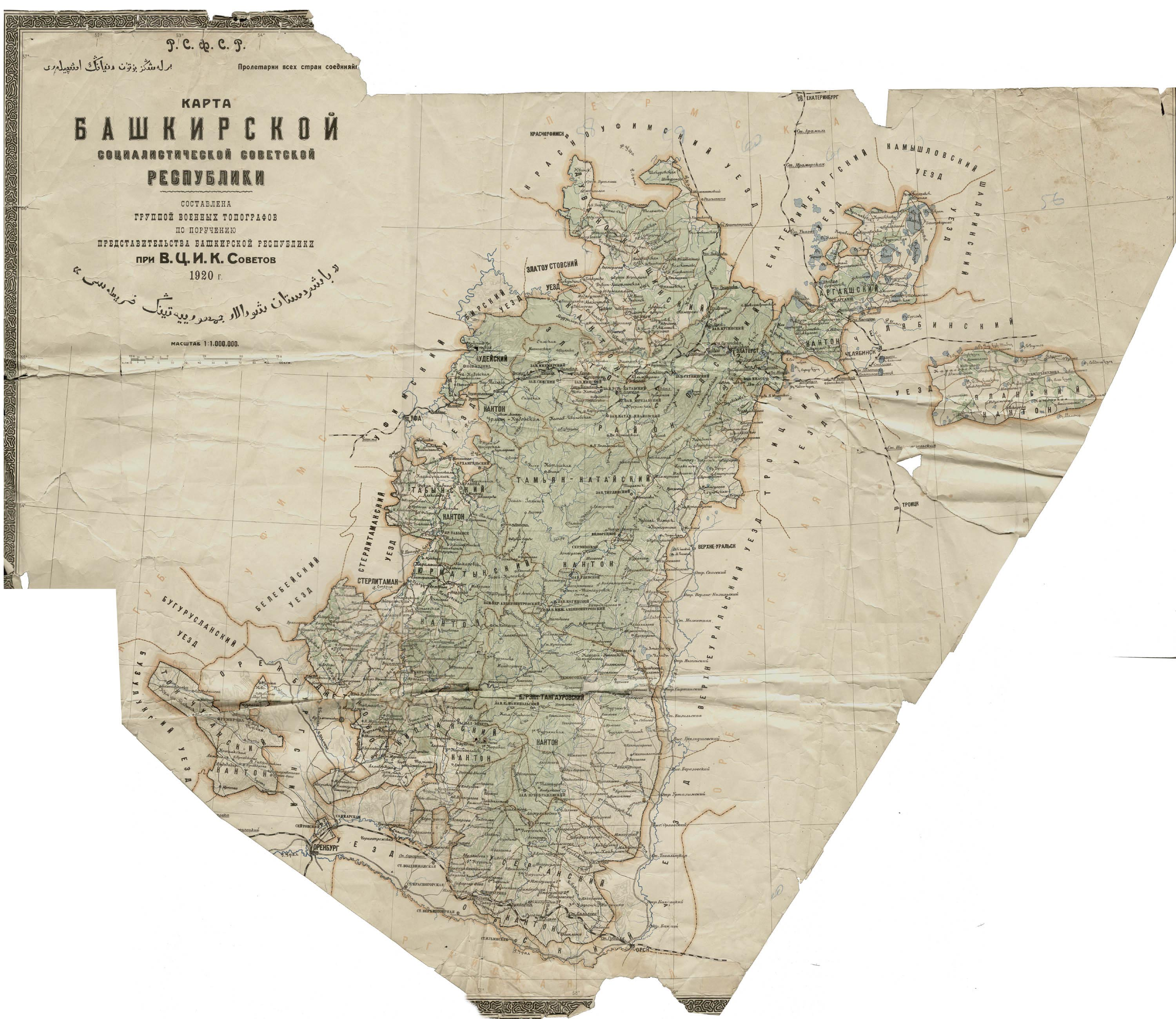
Карта Башкирской АССР в 1920 году

В декабре 1917 года III Всебашкирский Учредительный курултай принял положение «Об автономном управлении Башкурдистана», согласно которой автономия создавалась в границах Малой Башкирии, а на её территории вместо уездов создавалось 9 кантонов — Бурзян-Тангауровский, Джитировский, Барын-Табынский, Ичкин-Катайский, Кипчакский, Куваканский, Тамьян-Катайский, Ток-Чуранский, Усерганский, которые делились на 75 волостей. Джитировский кантон в свою очередь состоял из следующих волостей: 1) Аллабердинская, 2) Имангуловская, 3) Таймасовская, 4) Мурапталовская, 5) Бурзянская, 6) Сеитовская, 7) Куюргазинская, 8) Разномойкинская.
Во время оккупации территории республики белыми, автономия состояла из 13 кантонов: Аргаяшский, Бурзян-Тангауровский, Джитировский, Дуванский, Кипчакский, Кудейский, Табынский, Кущинский, Тамьян-Катайский, Ток-Чуранский, Усерганский, Юрматынский и Яланский. Джитировский кантон в свою очередь состоял из следующих волостей: 1) Имангуловская, 2) Аллабердинская, 3) Бурзянская, 4) Мурапталовская, 5) Таймасовская. Административным центром стала деревня Имангулово.
По «Соглашению центральной Советской власти с Башкирским правительством о советской автономии Башкирии» от 20 марта 1919 года была создана Башкирская АССР, а её территория состояла из 13 кантонов, в числе которых был и Джитировский кантон, в составе волостей Оренбургского уезда Оренбургской губернии: 1) Бурзянская, 2) Мурапталовская, 3) Имангуловская, 4) Аллабердинская, 5) Таймасовская, 6) Сеитовская, 7) Кургазинская, 8) Разномойская, 9) Ташлинская и д. Бикуловой Ново-Троицкой волости, д. Тимербаевой Романовской волости, а административным центром осталась деревня Имангулово.
22 июля 1919 года приказом №93 Военно-Революционного комитета Башкирской Советской Республики Джитировский и Кипчакский кантоны были объединены в Кипчак-Джитировский кантон.